# Fatale (filme)
Fatale é um filme de suspense estadunidense de 2020 dirigido por Deon Taylor, a partir de um roteiro de David Loughery. É estrelado por Hilary Swank, Michael Ealy, Mike Colter e Geoffrey Owens. O filme foi lançado nos cinemas nos Estados Unidos em 18 de dezembro de 2020, pela Lionsgate/Summit Entertainment. O filme recebeu críticas mistas da crítica de cinema.

## Sinopse
Derrick Tyler é um ex-astro do basquete universitário que construiu uma agência de gerenciamento de esportes de sucesso em Los Angeles com seu melhor amigo Rafe Grimes, representando atletas afro-americanos. Seu casamento com Tracie, uma corretora imobiliária, está falhando, e ele suspeita que ela esteja tendo um caso. Rafe também o está pressionando para vender a empresa para uma corporação maior, o que Derrick, valorizando sua independência, se recusa a fazer.
Durante uma viagem de negócios a Las Vegas, Rafe encoraja Derrick a desabafar suas frustrações tendo um caso próprio. Removendo sua aliança de casamento e se apresentando como Darren de Seattle, ele chama a atenção de uma mulher em um bar. Ela admite que também está procurando sexo casual, e depois de flertar na pista de dança, eles acabam em seu quarto de hotel. Ao tentar escapar na manhã seguinte, ele descobre que ela bloqueou seu telefone no cofre do quarto e é coagido a fazer sexo com ela novamente.
Voltando para Los Angeles, um culpado Derrick se reconcilia com Tracie. Naquela noite, Derrick ouve o que parece ser um arrombamento; investigando, ele é atacado por um ladrão mascarado e mal consegue lutar contra ele. A polícia chega e a detetive encarregada do caso, Valerie Quinlan, revela ser a mulher de Las Vegas. Ela faz perguntas a Tracie que não têm relevância para a violação de domicílio e dá a entender a Derrick que ela pode ser compelida a revelar seu caso ou, por um preço, ficar em silêncio. Em seu tempo livre, Valerie persegue seu ex-marido, o político local Carter Heywood, que entrou com uma ordem de restrição contra ela depois que ela deixou sua arma de serviço sem vigilância enquanto bêbada e sua filha Haley acidentalmente atirou em si mesma, deixando-a em uma cadeira de rodas. Valerie também perdeu seus direitos de custódia e está desesperada para ter sua filha de volta, espera que um escândalo de corrupção em que Carter está envolvido funcione a seu favor.
Durante sua investigação, Valerie descobre que Tracie está traindo Derrick com Rafe. Ela informa Derrick sobre isso, encorajando-o a espiar pela janela da casa de praia onde eles se encontram com binóculos para ver por si mesmo. Ela também sugere que Tracie contratou o ladrão para matar Derrick. O choque e a angústia são o suficiente para levá-lo brevemente de volta para os braços de Valerie, antes que ele enfrente Tracie e Rafe diretamente e jogue sua aliança de casamento no chão enquanto Tracie zomba dele friamente. No dia seguinte, Derrick é preso e Valerie diz a ele que Tracie e Rafe foram assassinados logo depois que ele os deixou. A suspeita que isso lança sobre Derrick arruína sua reputação e o promotor pretende entrar com o processo. Percebendo que Valerie cometeu os assassinatos ela mesma, Derrick confia em seu primo Tyrin, que então, junto com um amigo, invade o apartamento de Valerie com a intenção de forçar uma confissão, mas ela revida e mata os dois. Valerie então se oferece para incriminar Tyrin ao invés de Derrick pelos assassinatos de Tracie e Rafe se Derrick concordar em matar Carter, que deixou claro para Valerie que ele pode manipular os tribunais a seu favor e ela nunca verá sua filha novamente. Derrick se aproxima de Carter enquanto ele está correndo e tenta avisá-lo, mas uma luta começa e Carter é morto acidentalmente.
Derrick vai ao apartamento de Valerie e ela admite ter matado Tracie, Rafe, Tyrin e o amigo de Tyrin. Ela diz que vai matar qualquer um que a impeça de ter sua filha de volta. Ele percebe que isso inclui ele e eles atiram um no outro. Quando um ferido Derrick vai embora, Valerie pega de surpresa e o esfaqueia repetidamente antes que ele atire nela novamente, desta vez mortalmente. Quando ela morre, ele revela que gravou sua confissão. Ele vai encontrar a polícia que chega.

## Elenco
- Hilary Swank como detetive Valerie Quinlan
- Michael Ealy como Derrick Tyler
- Mike Colter como Rafe Grimes
- Geoffrey Owens como Bill Cranepool
- Damaris Lewis como Tracie Tyler
- Danny Pino como Carter Haywood
- David Hoflin como oficial Lowe
- Sam Daly como oficial Stallman
- Tyrin Turner como Tyrin Abenathy
- Kali Hawk como Micaela
- Denise Dowse como Valeria
- Ian Stanley como primeiro oficial

## Produção
Em agosto de 2018, Hilary Swank se juntou ao elenco do filme, com Deon Taylor dirigindo a partir de um roteiro de David Loughery. Taylor, Roxanne Avent e Robert F. Smith irão produzir o filme, sob o seu Hidden Empire Film Group. A Endeavor Content também produzirá o filme. Em setembro de 2018, Michael Ealy, Mike Colter, Damaris Lewis, Tyrin Turner e Geoffrey Owens se juntaram ao elenco do filme.
A fotografia principal começou em Los Angeles em setembro de 2018.

## Lançamento
Em agosto de 2019, a Lionsgate adquiriu os direitos de distribuição do filme. Foi inicialmente programado para ser lançado em 19 de junho de 2020, mas foi adiado devido à pandemia de COVID-19.  Em seguida, foi programado para ser lançado em 30 de outubro de 2020, no entanto, foi adiado para 2021 no início de outubro. No entanto, em 23 de novembro de 2020, ele foi transferido para 18 de dezembro de 2020. Foi lançado via vídeo sob demanda em 8 de janeiro de 2021 pela Lionsgate Home Entertainment.

## Recepção

### Bilheteria
Nos Estados Unidos e Canadá, Fatale foi lançado ao lado de Monster Hunter e foi projetado para arrecadar US$1 milhão em 1.107 cinemas em seu fim de semana de estreia. O filme arrecadou US$330.000 em seu primeiro dia e acabou abrindo para US$918.112, terminando em terceiro na bilheteria.  O filme caiu para o sexto lugar em seu segundo fim de semana, arrecadando US$659.825, e então ganhou US$701.561 em seu terceiro fim de semana.

### Resposta crítica
No Rotten Tomatoes, o filme detém uma taxa de aprovação de 45% com base em 58 avaliações, com uma média de 4,9/10. O consenso dos críticos do site diz: "Embora seja melhor do que um bom número de outros filmes de perseguição movidos a adultério, Fatale não consegue gerar tanto calor quanto os thrillers eróticos superiores que evoca." Metacritic relata uma pontuação média ponderada de 42 de 100 com base em 13 críticos, indicando "revisões mistas ou médias". O público entrevistado pela CinemaScore deu ao filme uma nota média de "B+" em uma escala de A+ a F.
Michael Ordona, do Los Angeles Times, disse que foi divertido ver Swank em uma "parte diferente" de seus outros filmes. Glenn Kenny do New York Times disse que embora o filme "nunca construa a espuma do delírio lúgubre que traz as imagens de gênero a uma dimensão mais inebriante, ele tem força suficiente para prender sua atenção". Mick LaSelle do San Francisco Chronicle deu ao filme 2,5 de 4 estrelas, dizendo que embora o filme "não fosse necessariamente bom", o filme "envolve algum trabalho artesanal real em termos de história".
Christy Lemire, do RogerEbert.com, foi mais crítica em sua crítica e deu ao filme 1 de 4 estrelas, dizendo que "nunca cumpre sua promessa como um prazer sinistro e culpado".